# Campeonato Mundial de Bádminton

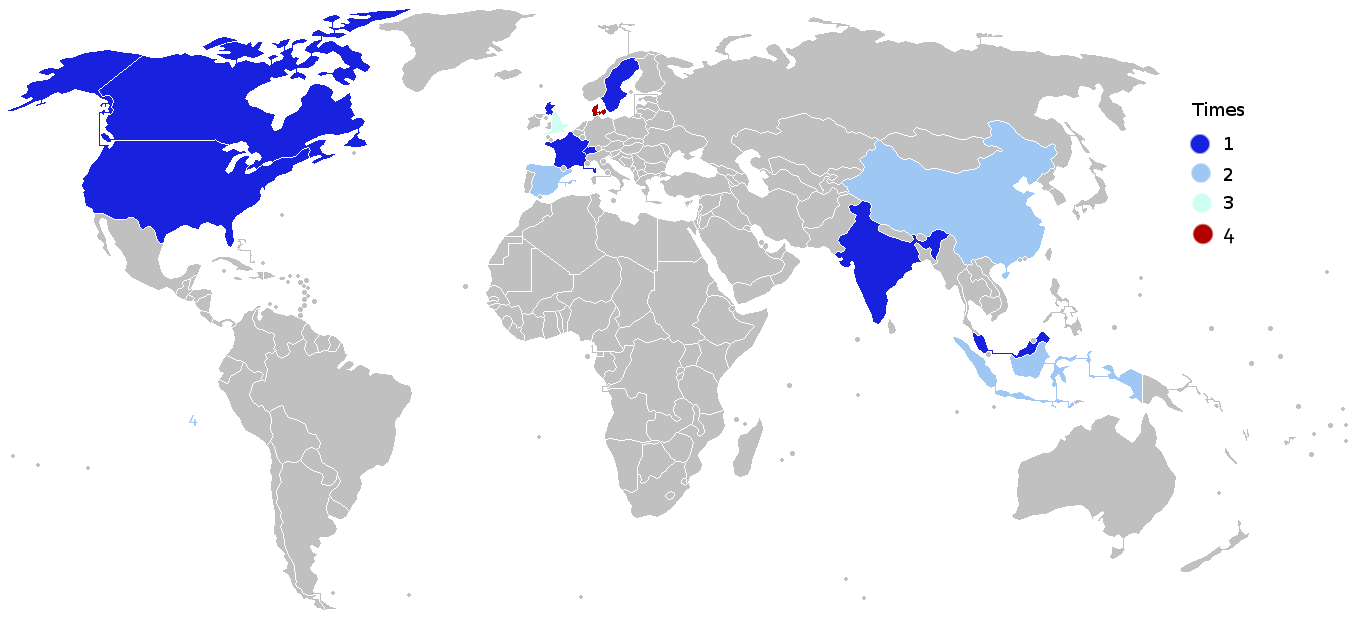
Países que han alojado el Campeonato Mundial de Bádminton

El Campeonato Mundial de Bádminton es la máxima competición de bádminton a nivel mundial, junto con los Juegos Olímpicos. Se instauró en el año 1977, y su primera edición se disputó en Malmö.
Es organizado por la Federación Mundial de Bádminton (BWF, antiguamente IBF), anualmente desde 2006 (a excepción de los años en que se celebran los Juegos Olímpicos) y antes de 2006 cada año impar. Desde 1989 hasta 2001 los campeonatos se disputaban inmediatamente después de la Sudirman Cup y en la misma sede.

## Ediciones
| Núm.   | Año  | Sede           | País           |
| ------ | ---- | -------------- | -------------- |
| I      | 1977 | Malmö          | Suecia         |
| II     | 1980 | Yakarta        | Indonesia      |
| III    | 1983 | Copenhague     | Dinamarca      |
| IV     | 1985 | Calgary        | Canadá         |
| V      | 1987 | Pekín          | China          |
| VI     | 1989 | Yakarta        | Indonesia      |
| VII    | 1991 | Copenhague     | Dinamarca      |
| VIII   | 1993 | Birmingham     | Reino Unido    |
| IX     | 1995 | Lausana        | Suiza          |
| X      | 1997 | Glasgow        | Reino Unido    |
| XI     | 1999 | Copenhague     | Dinamarca      |
| XII    | 2001 | Sevilla        | España         |
| XIII   | 2003 | Birmingham     | Reino Unido    |
| XIV    | 2005 | Anaheim        | Estados Unidos |
| XV     | 2006 | Madrid         | España         |
| XVI    | 2007 | Kuala Lumpur   | Malasia        |
| XVII   | 2009 | Hyderabad      | India          |
| XVIII  | 2010 | París          | Francia        |
| XIX    | 2011 | Londres        | Reino Unido    |
| XX     | 2013 | Cantón         | China          |
| XXI    | 2014 | Copenhague     | Dinamarca      |
| XXII   | 2015 | Yakarta        | Indonesia      |
| XXIII  | 2017 | Glasgow        | Reino Unido    |
| XXIV   | 2018 | Nankín         | China          |
| XXV    | 2019 | Basilea        | Suiza          |
| XXVI   | 2021 | Huelva         | España         |
| XXVII  | 2022 | Tokio          | Japón          |
| XXVIII | 2023 | Copenhague     | Dinamarca      |
| XXIX   | 2025 | París          | Francia        |
| XXX    | 2026 | Por determinar | India          |

## Medallero histórico
- Actualizado hasta Copenhague 2023.

| Núm. | País           | Oro | Plata | Bronce | Total |
| ---- | -------------- | --- | ----- | ------ | ----- |
| 1    | China          | 70  | 49    | 83     | 202   |
| 2    | Indonesia      | 23  | 20    | 37     | 80    |
| 3    | Corea del Sur  | 13  | 15    | 33     | 61    |
| 4    | Dinamarca      | 12  | 15    | 41     | 68    |
| 5    | Japón          | 9   | 9     | 21     | 39    |
| 6    | Inglaterra     | 3   | 9     | 13     | 25    |
| 7    | Tailandia      | 3   | 2     | 5      | 10    |
| 8    | España         | 3   | 1     | 0      | 4     |
| 9    | Suecia         | 2   | 2     | 5      | 9     |
| 10   | Malasia        | 1   | 8     | 14     | 23    |
| 11   | India          | 1   | 4     | 9      | 14    |
| 12   | Estados Unidos | 1   | 0     | 0      | 1     |
| 13   | Singapur       | 1   | 0     | 0      | 1     |
| 14   | China Taipéi   | 0   | 3     | 6      | 9     |
| 15   | Hong Kong      | 0   | 1     | 3      | 4     |
| 16   | Escocia        | 0   | 1     | 1      | 2     |
| 16   | Países Bajos   | 0   | 1     | 1      | 2     |
| 18   | Alemania       | 0   | 0     | 5      | 5     |
| 19   | Francia        | 0   | 0     | 1      | 1     |
| 19   | Nueva Zelanda  | 0   | 0     | 1      | 1     |
| 19   | Vietnam        | 0   | 0     | 1      | 1     |
|      | TOTAL          | 142 | 140   | 280    | 562   |

## Palmarés histórico
| Año           | Individual masculino            | Individual femenino            | Dobles masculino                              | Dobles femenino                           | Dobles mixto                                                |
| ------------- | ------------------------------- | ------------------------------ | --------------------------------------------- | ----------------------------------------- | ----------------------------------------------------------- |
| 1977 detalles | Flemming Delfs ( Dinamarca)     | Lene Køppen ( Dinamarca)       | Tjun Tjun Johan Wahjudi ( Indonesia)          | Etsuko Toganoo Emiko Ueno ( Japón)        | Steen Skovgaard Lene Køppen ( Dinamarca)                    |
| 1980 detalles | Rudy Hartono ( Indonesia)       | Verawaty Fadjrin ( Indonesia)  | Ade Chandra Christian Hadinata ( Indonesia)   | Nora Perry Jane Webster ( Inglaterra)     | Christian Hadinata Imelda Wiguna ( Indonesia)               |
| 1983 detalles | Icuk Sugiarto ( Indonesia)      | Li Lingwei ( China)            | Steen Fladberg Jesper Helledie ( Dinamarca)   | Lin Ying Wu Dixi ( China)                 | Thomas Kihlström · Nora Perry · ( Suecia) · ( Inglaterra)   |
| 1985 detalles | Han Jian ( China)               | Han Aiping ( China)            | Park Joo-Bong Kim Moon-Soo ( Corea del Sur)   | Han Aiping Li Lingwei ( China)            | Park Joo-Bong Yoo Sang-Hee ( Corea del Sur)                 |
| 1987 detalles | Yang Yang ( China)              | Han Aiping ( China)            | Li Yongbo Tian Bingyi ( China)                | Guan Weizhen Lin Ying ( China)            | Wang Pengren Shi Fangjing ( China)                          |
| 1989 detalles | Yang Yang ( China)              | Li Lingwei ( China)            | Li Yongbo Tian Bingyi ( China)                | Lin Ying Guan Weizhen ( China)            | Park Joo-Bong Chung Myung-Hee ( Corea del Sur)              |
| 1991 detalles | Zhao Jianhua ( China)           | Tang Jiuhong ( China)          | Park Joo-Bong Kim Moon-Soo ( Corea del Sur)   | Guan Weizhen Nong Qunhua ( China)         | Park Joo-Bong Chung Myung-Hee ( Corea del Sur)              |
| 1993 detalles | Joko Suprianto ( Indonesia)     | Susi Susanti ( Indonesia)      | Ricky Subagja Rudy Gunawan ( Indonesia)       | Nong Qunhua Zhou Lei ( China)             | Thomas Lund · Catrine Bengtsson · ( Dinamarca) · ( Suecia)  |
| 1995 detalles | Hariyanto Arbi ( Indonesia)     | Ye Zhaoying ( China)           | Rexy Mainaky Ricky Subagja ( Indonesia)       | Gil Young-Ah Jang Hye-Ok ( Corea del Sur) | Thomas Lund Marlene Thomsen ( Dinamarca)                    |
| 1997 detalles | Peter Rasmussen ( Dinamarca)    | Ye Zhaoying ( China)           | Candra Wijaya Sigit Budiarto ( Indonesia)     | Ge Fei Gu Jun ( China)                    | Liu Yong Ge Fei ( China)                                    |
| 1999 detalles | Sun Jun ( China)                | Camilla Martin ( Dinamarca)    | Ha Tae-Kwon Kim Dong-Moon ( Corea del Sur)    | Ge Fei Gu Jun ( China)                    | Kim Dong-Moon Ra Kyung-Min ( Corea del Sur)                 |
| 2001 detalles | Hendrawan ( Indonesia)          | Gong Ruina ( China)            | Halim Haryanto Tony Gunawan ( Indonesia)      | Gao Ling Huang Sui ( China)               | Zhang Jun Gao Ling ( China)                                 |
| 2003 detalles | Xia Xuanze ( China)             | Zhang Ning ( China)            | Lars Paaske Jonas Rasmussen ( Dinamarca)      | Gao Ling Huang Sui ( China)               | Kim Dong-Moon Ra Kyung-Min ( Corea del Sur)                 |
| 2005 detalles | Taufik Hidayat ( Indonesia)     | Xie Xingfang ( China)          | Howard Bach Tony Gunawan Estados Unidos)      | Yang Wei Zhang Jiewen ( China)            | Nova Widianto Liliyana Natsir ( Indonesia)                  |
| 2006 detalles | Lin Dan ( China)                | Xie Xingfang ( China)          | Cai Yun Fu Haifeng ( China)                   | Gao Ling Huang Sui ( China)               | Nathan Robertson Gail Emms Inglaterra)                      |
| 2007 detalles | Lin Dan ( China)                | Zhu Lin ( China)               | Markis Kido Hendra Setiawan ( Indonesia)      | Yang Wei Zhang Jiewen ( China)            | Nova Widianto Liliyana Natsir ( Indonesia)                  |
| 2009 detalles | Lin Dan ( China)                | Lu Lan ( China)                | Cai Yun Fu Haifeng ( China)                   | Zhang Yawen Zhao Tingting China           | Thomas Laybourn Kamilla Rytter Juhl Dinamarca               |
| 2010 detalles | Chen Jin ( China)               | Wang Lin ( China)              | Cai Yun Fu Haifeng ( China)                   | Du Jing Yu Yang ( China)                  | Zheng Bo Ma Jin ( China)                                    |
| 2011 detalles | Lin Dan ( China)                | Wang Yihan ( China)            | Cai Yun Fu Haifeng ( China)                   | Wang Xiaoli Yu Yang ( China)              | Zhang Nan Zhao Yunlei ( China)                              |
| 2013 detalles | Lin Dan ( China)                | Ratchanok Intanon ( Tailandia) | Mohammad Ahsan Hendra Setiawan ( Indonesia)   | Wang Xiaoli Yu Yang ( China)              | Tontowi Ahmad Liliyana Natsir ( Indonesia)                  |
| 2014 detalles | Chen Long ( China)              | Carolina Marín · ( España)     | Ko Sung-Hyun Shin Baek-Cheol ( Corea del Sur) | Tian Qing Zhao Yunlei ( China)            | Zhang Nan Zhao Yunlei ( China)                              |
| 2015 detalles | Chen Long ( China)              | Carolina Marín · ( España)     | Mohammad Ahsan Hendra Setiawan ( Indonesia)   | Tian Qing Zhao Yunlei ( China)            | Zhang Nan Zhao Yunlei ( China)                              |
| 2017 detalles | Viktor Axelsen ( Dinamarca)     | Nozomi Okuhara ( Japón)        | Liu Cheng Zhang Nan ( China)                  | Chen Qingchen Jia Yifan ( China)          | Tontowi Ahmad Liliyana Natsir ( Indonesia)                  |
| 2018 detalles | Kento Momota ( Japón)           | Carolina Marín · ( España)     | Li Junhui Liu Yuchen ( China)                 | Mayu Matsumoto Wakana Nagahara ( Japón)   | Zheng Siwei Huang Yaqiong ( China)                          |
| 2019 detalles | Kento Momota ( Japón)           | Pusarla Sindhu ( India)        | Mohammad Ahsan Hendra Setiawan ( Indonesia)   | Mayu Matsumoto Wakana Nagahara ( Japón)   | Zheng Siwei Huang Yaqiong ( China)                          |
| 2021 detalles | Loh Kean Yew ( Singapur)        | Akane Yamaguchi ( Japón)       | Takuro Hoki Yugo Kobayashi ( Japón)           | Chen Qingchen Jia Yifan ( China)          | Dechapol Puavaranukroh Sapsiree Taerattanachai ( Tailandia) |
| 2022 detalles | Viktor Axelsen ( Dinamarca)     | Akane Yamaguchi ( Japón)       | Aaron Chia Soh Wooi Yik ( Malasia)            | Chen Qingchen Jia Yifan ( China)          | Zheng Siwei Huang Yaqiong ( China)                          |
| 2023 detalles | Kunlavut Vitidsarn ( Tailandia) | An Se-Young ( Corea del Sur)   | Kang Min-Hyuk Seo Seung-Jae ( Corea del Sur)  | Chen Qingchen Jia Yifan ( China)          | Seo Seung-Jae Chae Yoo-Jung ( Corea del Sur)                |